# Млотково-Весь
Млотково-Весь (пол. Młotkowo-Wieś) — село в Польщі, у гміні Завідз Серпецького повіту Мазовецького воєводства.
Населення — 134 особи (2011).
У 1975-1998 роках село належало до Плоцького воєводства.

## Демографія
Демографічна структура станом на 31 березня 2011 року:
|          | Загалом | Допрацездатний вік | Працездатний вік | Постпрацездатний вік |
| -------- | ------- | ------------------ | ---------------- | -------------------- |
| Чоловіки | 65      | 8                  | 53               | 4                    |
| Жінки    | 69      | 18                 | 34               | 17                   |
| Разом    | 134     | 26                 | 87               | 21                   |